# Кандилка
Канди́лка (болг. Кандилка) — село в Кирджалійській області Болгарії. Входить до складу общини Крумовград.

## Населення
За даними перепису населення 2011 року у селі проживали 165 осіб, з них 163 особи (98,8%) — турки.
Розподіл населення за віком у 2011 році:
Динаміка населення: